# Олександрівськ
Олекса́ндрівськ  — місто в Україні, у Луганській міській громаді Луганського району Луганської області. З 2014 року є окупованим. Населення становить 6536 осіб.

## Географія
Олександрівськ розташований на річці Лугань, в основному на лівому її березі. Сусідні населені пункти: селище Тепличне і місто Луганськ (нижче за течією Лугані) на сході, селища Зразкове і Катеринівка на півдні, села Гайове на південному заході, Сабівка, Говоруха і Новоселівка (всі три вище за течією Лугані) на заході, Жовте, Крута Гора на північному заході, Земляне, Шишкове і селище Металіст на північному сході.

## Населення

### Національний склад
Національний склад населення за даними перепису 2001 року:
| Національність  | Відсоток |
| --------------- | -------- |
| українці        | 63,52%   |
| росіяни         | 33,54%   |
| вірмени         | 1,76%    |
| білоруси        | 0,45%    |
| татари          | 0,16%    |
| інші/не вказали | 0,57%    |

### Мовний склад
Рідна мова населення за даними перепису 2001 року:
| Мова            | Чисельність, осіб | Доля   |
| --------------- | ----------------- | ------ |
| Російська       | 3 929             | 56,65% |
| Українська      | 2 894             | 41,73% |
| Вірменська      | 101               | 1,46%  |
| Білоруська      | 6                 | 0,09%  |
| Румунська       | 2                 | 0,03%  |
| Болгарська      | 1                 | 0,01%  |
| Інші/Не вказали | 2                 | 0,03%  |
| Разом           | 6 935             | 100%   |

За даними перепису 2001 року 41,73 % населення міста вказали українську мову рідною, 56,65 % — російську, 1,46 % — вірменську, 0,16 % — інші мови.

## Історія

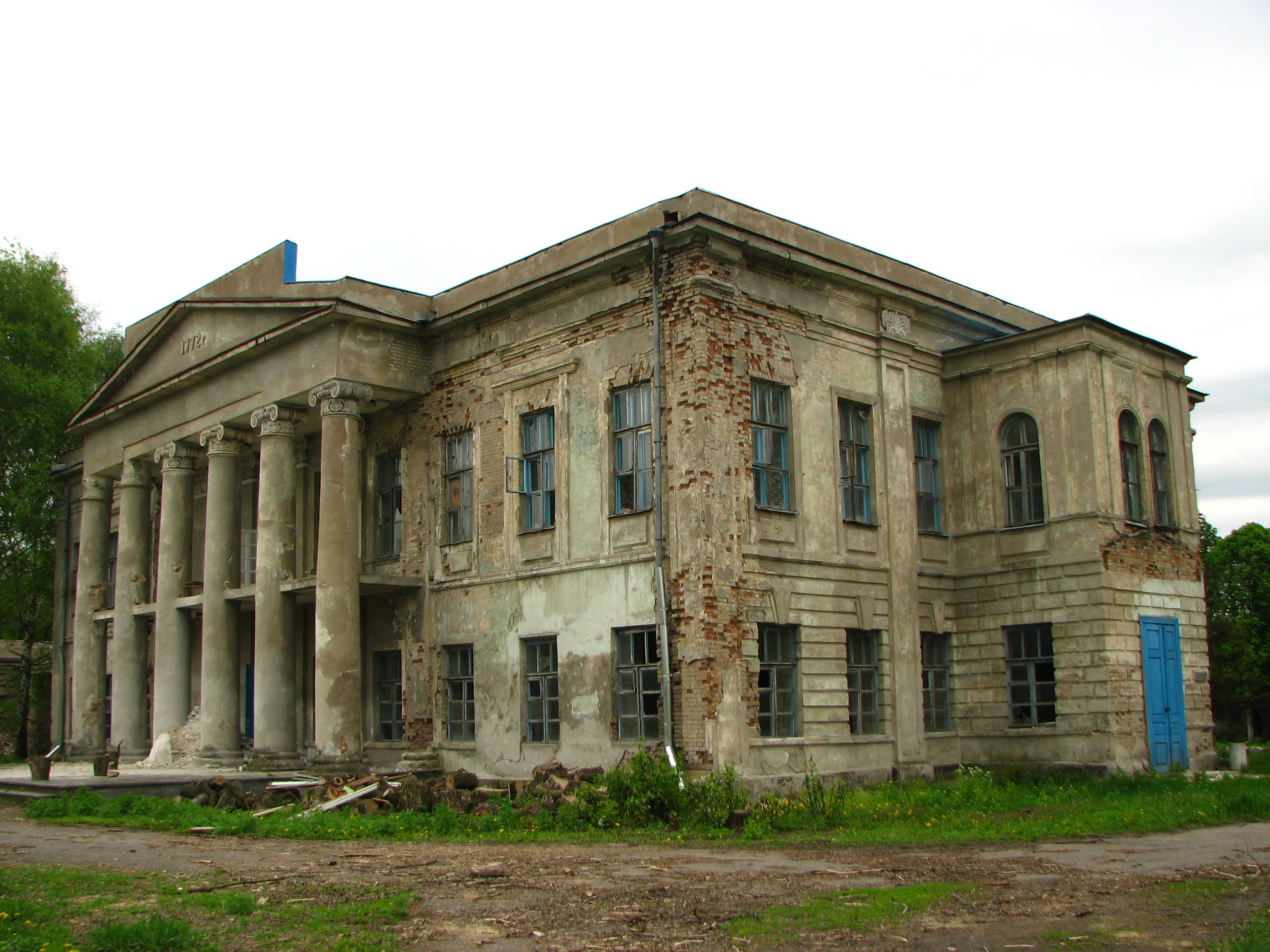
Занедбаний панський маєток

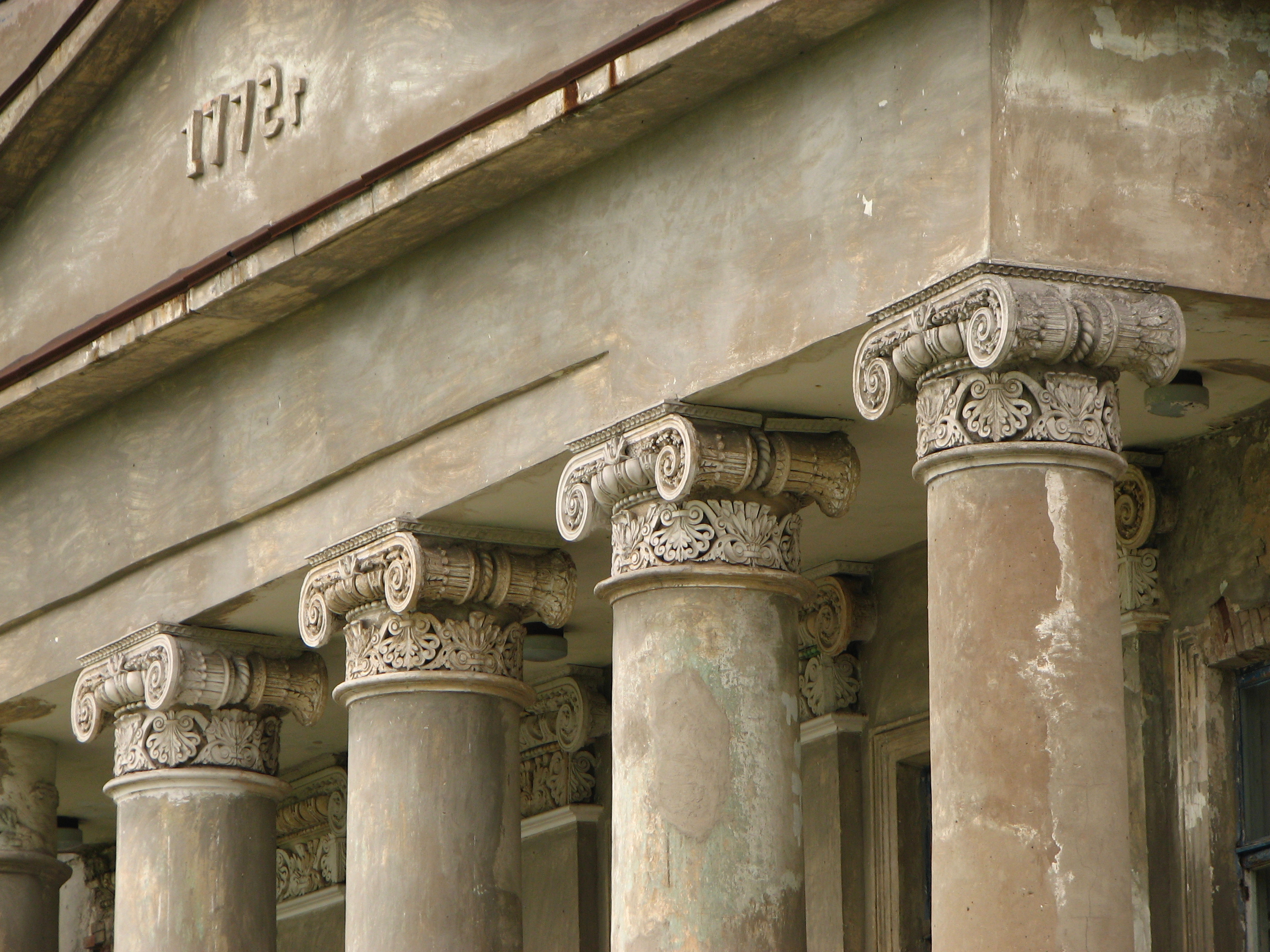
Маєток зблизька

Побутує думка, що витоки цього населеного пункту сягають с. Юзбашівки, яке було засноване 1754 року капітаном Юзбашем (Юзбашею) Костянтином Миколайовичем — одним з ротних командирів кінного гусарського полку генерала-майора Йована Шевича. Пізніше село перейменували на честь сина К. М. Юзбаша — Олександра, який дослужився до чина секунд-майора Бахмутського гусарського полку і вийшов у відставку 1775 року. З часом Олександрівка (Юзбашівка) була успадкована сином від батька.
Водночас є свідчення, що с. Олександрівку (Юзбашівку) було закладено капітаном Бахмутського (Волоського) гусарського полку Олександром Юзбашем, який з огляду на «тривожні обставини того часу і свою тривалу хворобу» не зміг надати належної відбудови своїй слободі, яка після його смерті перейшла у володіння відставного бригадира К. М. Юзбаша.
Обидві викладені позиції мають невідповідності. Перша з них — у необґрунтовано ранній даті (1754 р.), а друга — у персоналії та біографічних даних засновника (буцімто О. Юзбаш помер раніше за свого батька). Існуючі достеменні джерела й факти схиляють до висновку, що засновником с. Олександрівка був підполковник Бахмутського гусарського полку К. М. Юзбаши, що йому та його синові капітану Олександру Костянтиновичу Юзбаши Азовська губернська канцелярія у 1776 році виділила у спільне володіння 7100 десятин землі, на якій вже існував «хутор что при мельнице на Луганской речке», що згодом перетворився у слободу або сільце Олександрівку. За переписом Азовської губернії 1778 року тепер вже полковнику і командиру Волоського гусарського полку К. М. Юзбаши належала слобода «на реке Лугане», в якій проживало 315 селян (179 — ч.с., 136 — ж.с.), тоді як відставному секунд-майору О. К. Юзбаши належали слободи Уткіна і Гускіна. За наступними переписами Катеринославського намісництва 1785 року, Изъяснением Донецького повіту 1789 року, Описом до атласу Катеринославського намісництва 1795 року та атласу Новоросійської губернії 1799 року, с. Олександрівка зазначається винятково як володіння бригадира і кавалера К. М. Юзбаши, тоді як секунд-майору О. К. Юзбаши, за всіма названими документами, належала пустка Єлизаветівка (у 1795 р. це вже невеличке сільце). Лише після смерті кавалера і бригадира К. М. Юзбаши (за деякими даними у 1802 р.) с. Олександрівка разом з с. Веселе або Весела Гора успадковуються його сином секунд-майором О. К. Юзбаши, доповнюючи його попередню власність, яку він зберігав до своєї смерті (1826 р.).

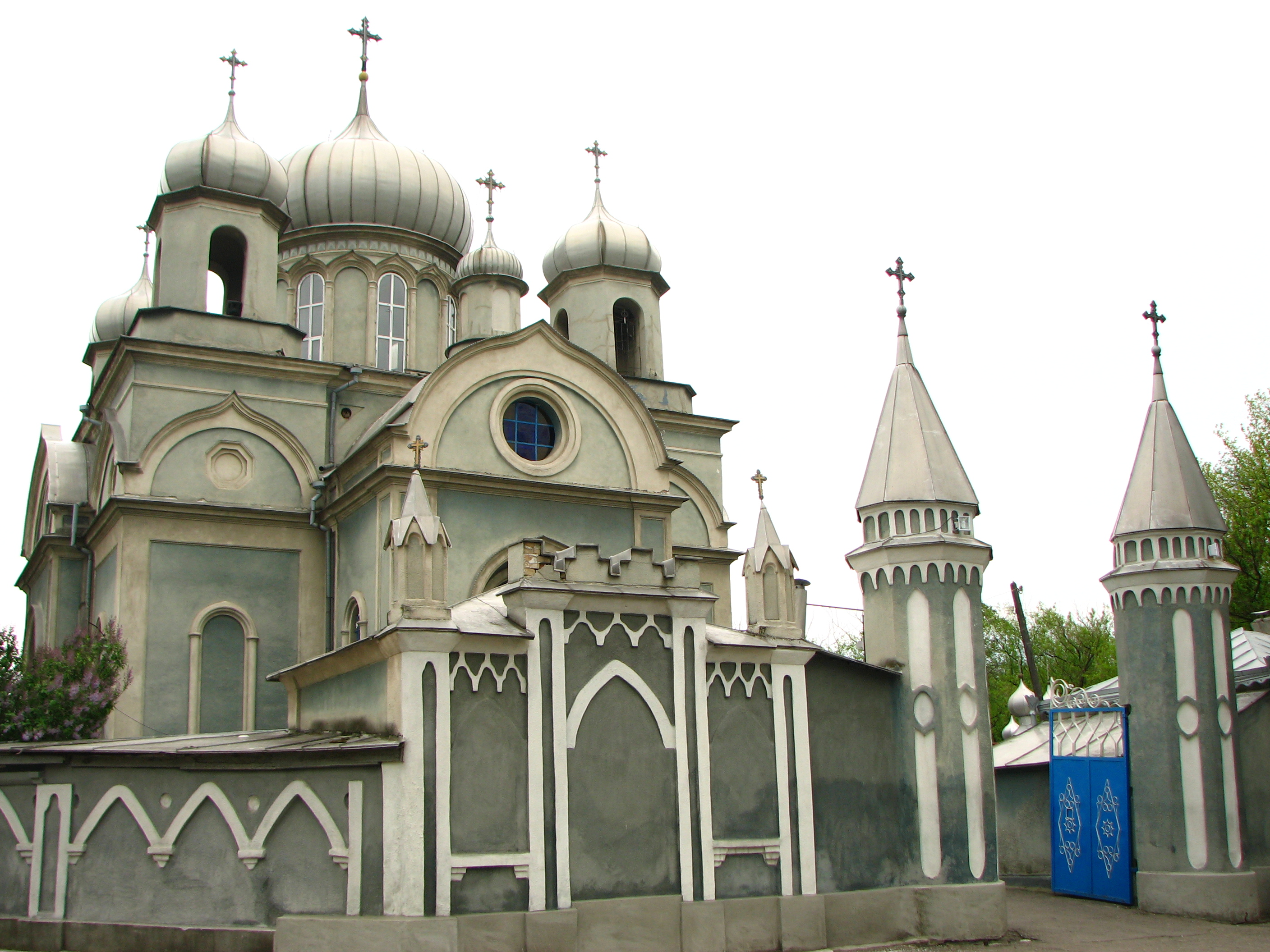
Свято-Вознесенський собор

У 1783 році поміщик с. Олександрівка бригадир К. М. Юзбаши почав піклуватися щодо побудови в цьому селі церкви. 1785 року було отримано дозвіл, Бахмутським протоієреєм Петром Расевським було освячене місце й закладено церкву. На початку 1790 року спорудження дерев'яної церкви було завершено. 25 березня 1791 року протоієрей П. Расевський освятив Свято-Вознесенську церкву с. Олександрівка й відкрив у ній богослужіння. Ця дерев'яна церква проіснувала до 1849 р., коли замість неї поміщиками М.О. Сомовим з дружиною М.П. Сомовою було побудовано кам'яний храм, що зберігся до сьогодення.
За часів бригадира К. М. Юзбаши в Олександрівці також було збудовано дерев'яний панський будинок з фруктовим садом, два борошняні млини. В селі протягом року провадились три ярмарки: 1-й — на Стрітення Господнє, 2-й — на день Георгія Переможця, 3-й — на Зведення хреста Господня. У 30-40-х роках XIX століття поміщиками замість дерев'яного було зведено двоповерховий кам'яний поміщицький маєток, що протягом часу неодноразово перебудовувався і, очевидно, у результаті цього на його фасадному фронтоні з'явилася дата 1772 рік, яку дехто з краєзнавців помилково вважає роком спорудження будинку й заснування самого села. Щоправда, останнє припущення (дата заснування) не варто виключати, аналогічно й тому, що на фронтоні було виведено дату утворення помістя, хоча й дещо неточну, оскільки саме помістя існує від 1776 року.
Після смерті майора О. К. Юзбаши с. Олександрівка перейшло у власність його спадкоємців, серед яких була і його онучка княжна Марія Павлівна Ширинська-Шихматова, яка невдовзі вийшла заміж за відставного гвардії штабс-капітана кінної артилерії М. О. Сомова, що від 1834 р. на наступні чверть сторіччя став маршалком Слов’яносербського повітового дворянства. Одразу після цього решта Олександрівського помістя була викуплена М. О. Сомовим, в результаті чого воно опинилось у роздільній власності подружжя Сомових, що тривало до смерті М. О. Сомова близько 1862 р. Саме з дачі володіння поміщиці, тепер вже вдови гвардії штабс-капітана Марії Павлівни Сомової (уродж. Шахматової) 17 липня 1862 р. було виділено ділянку землі у користування 228 ревізьких душ тимчасовозобов'язаних селян с. Олександрівки. Після цього спадкова частка померлого перейшла його дочці Євдокії, але помістям продовжувала управляти первинна і основна його власниця Марія Павлівна Сомова, аж до своєї смерті 9.7.1883 року. Надалі, після зняття Сенатом арешту на її власність, накладену через конфлікт з матір'ю, маєтність успадкувала дочка – принцеса Євдокія Михайлівна Мюрат (за першим шлюбом княгиня Орбеліані), яка володіла ним щонайменше до 1889 року. На злімі 1880-х—1990-х років Олександрівське помістя було придбане новими власниками Голубевими, внаслідок чого була розірвана його понад вікова родова тяглість, закладена сербськими гусарами Юзбаши.

### Російсько-українська війна (з 2014)
Служба безпеки України спільно із добровольчим батальйоном «Айдар» біля Олександрівська знешкодила лісовий табір терористів, при цьому 1 з них загинув, кілька поранені, інші втекли; на території табору знайдено заміновані арсенали озброєння — РПГ, вогнемети «Шмель», набої та до 3 кг вибухівки «пластид».

## Відомі люди
- Скоблікова Юлія Кирилівна — українська скульпторка.

## Освіта
- Середня школа № 67
- Навчально-дослідне господарство Луганського аграрного інституту.
- Музична школа

## Світлини

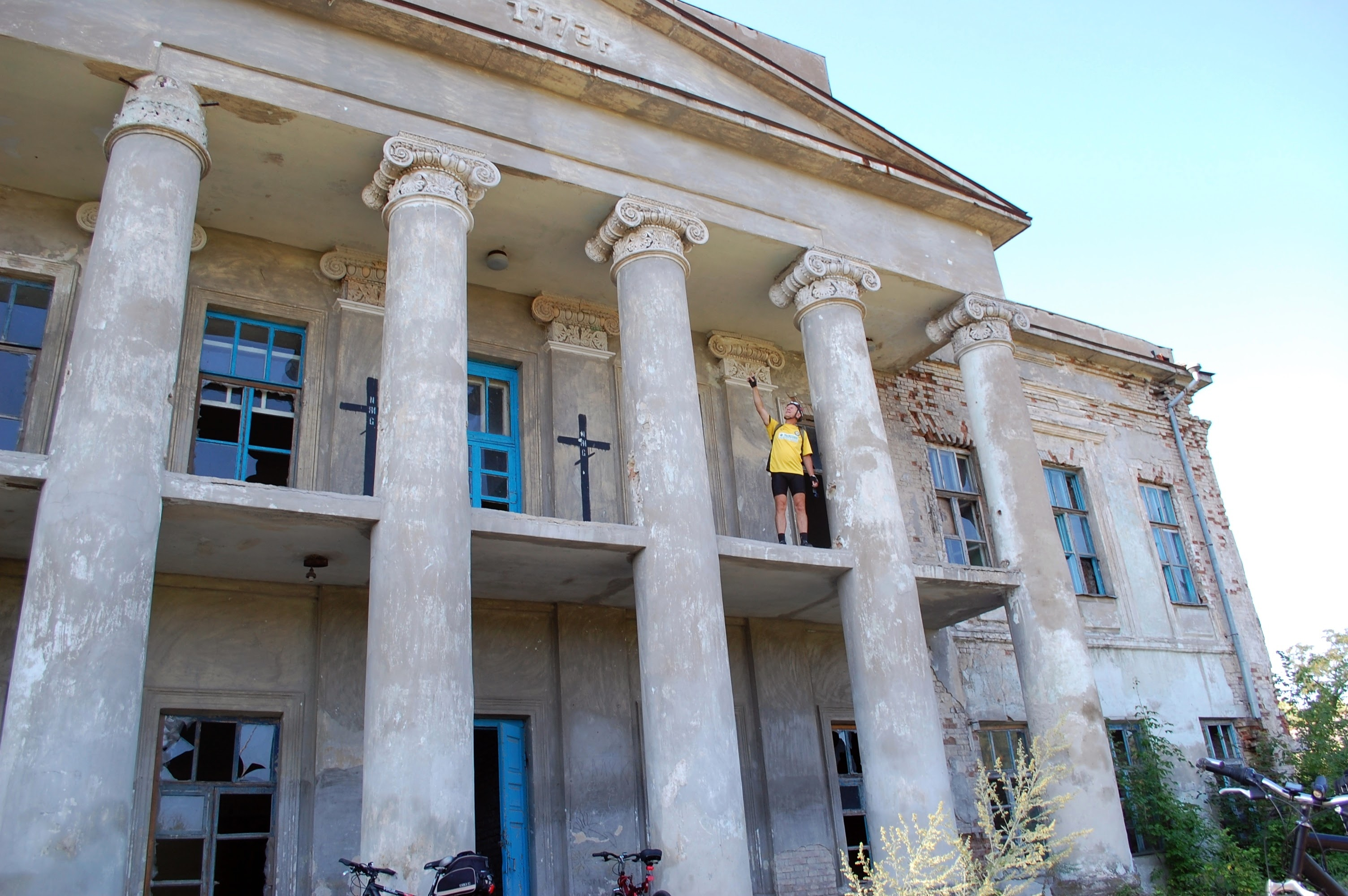
Садиба Юсбаша
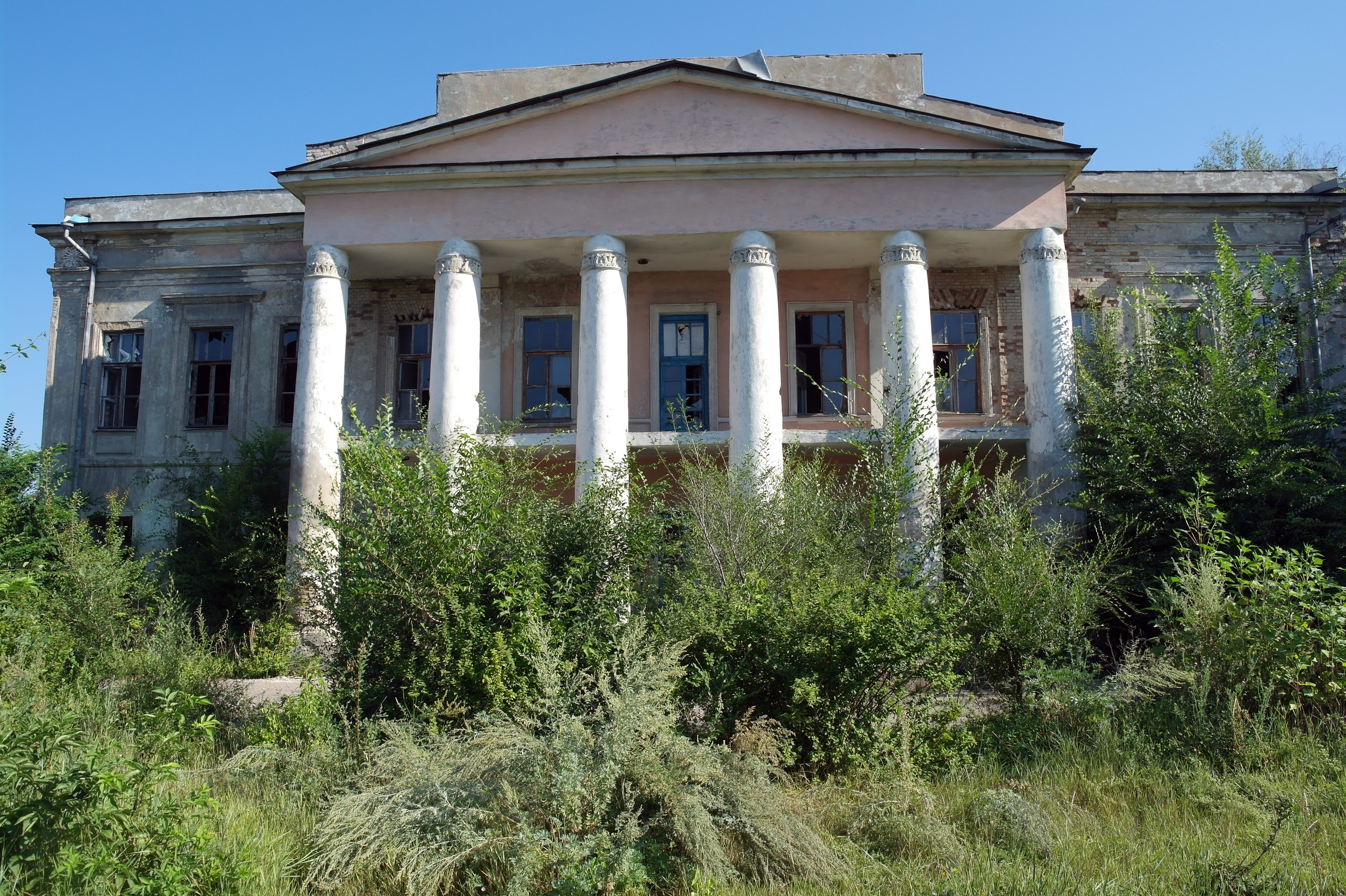
Садиба Юсбаша
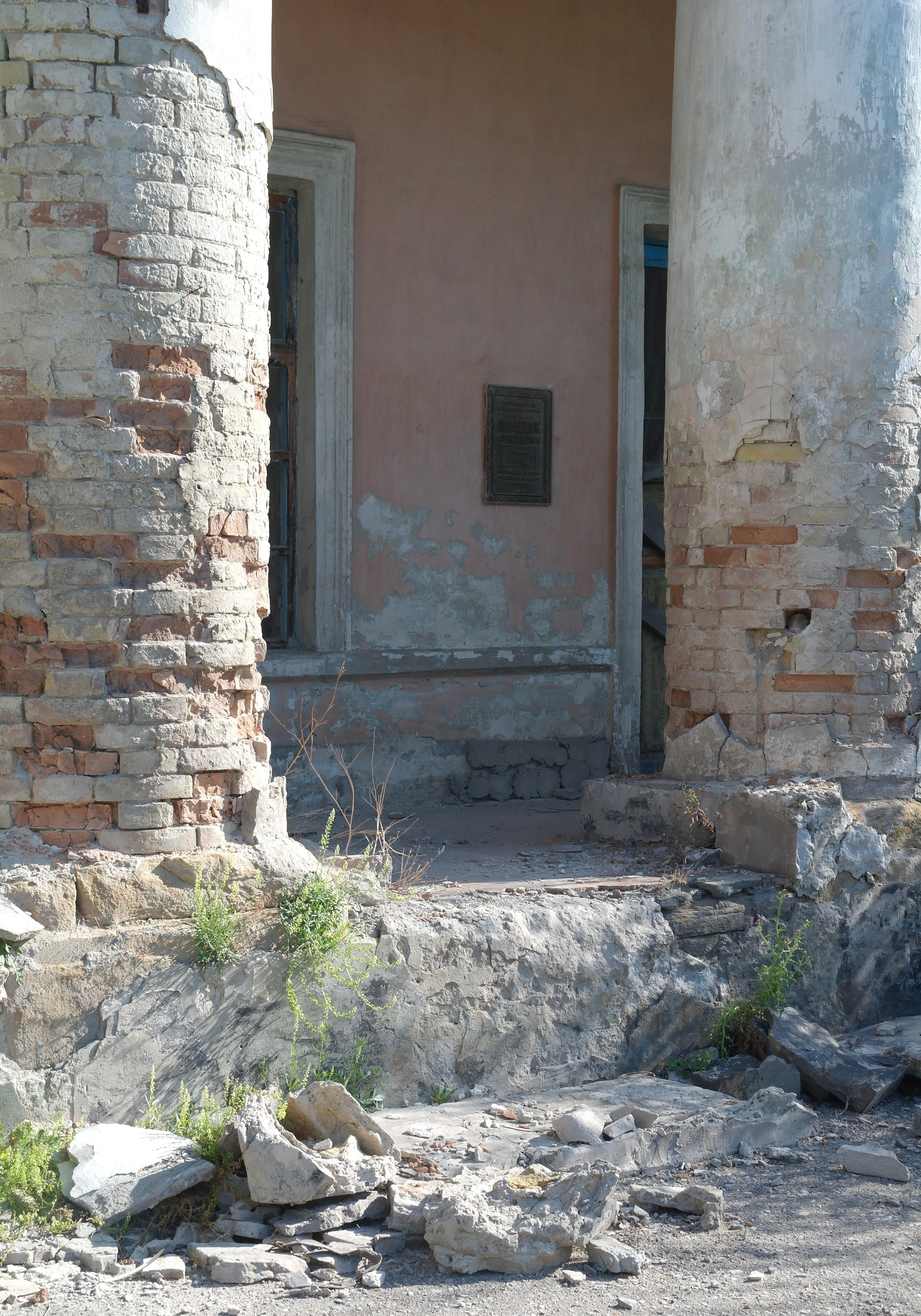
Садиба Юсбаша
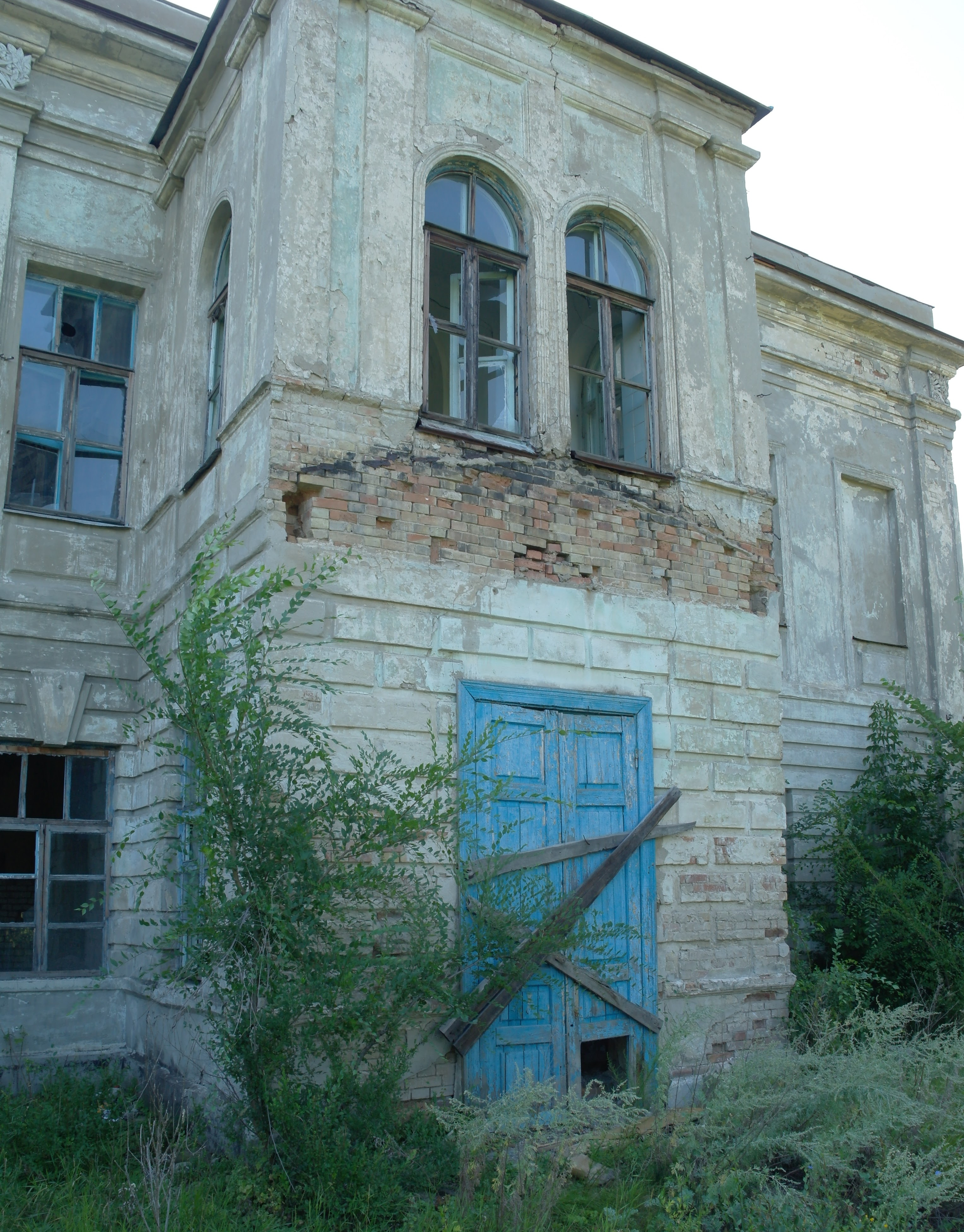
Садиба Юсбаша